# Kanton Pléneuf-Val-André
Der Kanton Pléneuf-Val-André (bretonisch Kanton Pleneg-Nantraez) ist seit 1790 ein französischer Wahlkreis in den Arrondissements Dinan und Saint-Brieuc, im Département Côtes-d’Armor und in der Region Bretagne; sein Hauptort ist Pléneuf-Val-André.

## Geschichte
Der Kanton entstand am 15. Februar 1790. Von 1801 bis 2015 gehörten fünf Gemeinden zum Kanton Pléneuf-Val-André. Der Kanton trug – wie der gleichnamige Hauptort – bis 1965 nur den Namen Pléneuf. Mit der Neuordnung der Kantone in Frankreich stieg die Zahl der Gemeinden 2015 auf 15. Nebst den bisherigen 5 Gemeinden des alten Kantons Pléneuf-Val-André kamen 10 der 11 Gemeinden des bisherigen Kantons Matignon hinzu.

## Lage
Der Kanton liegt im Norden des Départements Côtes-d’Armor.

## Gemeinden

### Kanton Pléneuf-Val-André seit 2015
Der Kanton besteht aus 15 Gemeinden und Teilgemeinden mit insgesamt 26.485 Einwohnern (Stand: 1. Januar 2022) auf einer Gesamtfläche von 294,07 km²:
| Gemeinde                 | Bretonisch           | Einwohner (2022) | Fläche (km²) | Code postal | Code Insee | Arrondissement |
| ------------------------ | -------------------- | ---------------- | ------------ | ----------- | ---------- | -------------- |
| Erquy                    | Erge-ar-Mor          | 3.929            | 26,46        | 22430       | 22054      | Saint-Brieuc   |
| Fréhel                   | Frehel               | 1.611            | 18,91        | 22240       | 22179      | Dinan          |
| Hénanbihen               | Henant-Bihan         | 1.429            | 31,65        | 22550       | 22076      | Saint-Brieuc   |
| La Bouillie              | Ar Vezvid            | 845              | 10,91        | 22240       | 22012      | Saint-Brieuc   |
| Lamballe-Armor           | Lambal-Armor         | 2.205            | 31,37        | 22400       | 22093      | Saint-Brieuc   |
| Matignon                 | Matignon             | 1.738            | 14,53        | 22550       | 22143      | Dinan          |
| Pléboulle                | Pleboull             | 716              | 14,10        | 22550       | 22174      | Dinan          |
| Pléneuf-Val-André        | Pleneg-Nantraez      | 4.094            | 17,07        | 22370       | 22186      | Saint-Brieuc   |
| Plévenon                 | Plevenon             | 757              | 13,73        | 22240       | 22201      | Dinan          |
| Plurien                  | Plurien              | 1.513            | 21,65        | 22240       | 22242      | Saint-Brieuc   |
| Ruca                     | Ruskad               | 596              | 12,13        | 22550       | 22268      | Dinan          |
| Saint-Alban              | Sant-Alvan           | 2.376            | 30,43        | 22400       | 22273      | Saint-Brieuc   |
| Saint-Cast-le-Guildo     | Sant-Kast-ar-Gwildoù | 3.353            | 22,63        | 22380       | 22282      | Dinan          |
| Saint-Denoual            | Sant-Denwal          | 490              | 8,61         | 22400       | 22286      | Saint-Brieuc   |
| Saint-Pôtan              | Sant-Postan          | 833              | 19,89        | 22550       | 22323      | Dinan          |
| Kanton Pléneuf-Val-André | Pleneg-Nantraez      | 26.485           | 294,07       | -           | 2217       | -              |

1. ↑  Nur die Fläche der ehemaligen Gemeinde Planguenoual, der Rest gehört zum Kanton Lamballe.

### Veränderungen im Gemeindebestand seit der landesweiten Neuordnung der Kantone
2019: Fusion Lamballe (Kanton Lamballe), Morieux (Kanton Lamballe) und Planguenoual → Lamballe-Armor

### Kanton Pléneuf-Val-André bis 2015
Der alte Kanton Pléneuf-Val-André umfasste fünf Gemeinden. Diese waren: Erquy, Planguenoual, Pléneuf-Val-André (Hauptort), Plurien und Saint-Alban.

### Bevölkerungsentwicklung des alten Kantons bis 2015
| 1968   | 1975   | 1982   | 1990   | 1999   | 2006   | 2012   |
| ------ | ------ | ------ | ------ | ------ | ------ | ------ |
| 10.513 | 10.976 | 11.436 | 11.637 | 11.800 | 12.583 | 13.579 |

## Politik
Im 1. Wahlgang am 22. März 2015 erreichte keines der drei Wahlpaare die absolute Mehrheit. Bei der Stichwahl am 29. März 2015 gewann das Gespann Marie-Madeleine Michel (Union de la droite)/Yannick Morin (Divers droite) gegen Hakim Hocine/Marie-Reine Tillon (beide DVG) mit einem Stimmenanteil von 53,94 % (Wahlbeteiligung:61,24 %).
| Vertreter im conseil général des Départements | Vertreter im conseil général des Départements | Vertreter im conseil général des Départements |
| Amtszeit                                      | Name                                          | Partei                                        |
| --------------------------------------------- | --------------------------------------------- | --------------------------------------------- |
| 1964–1994                                     | Guillaume Guédo                               | Centre démocratie et progrès (CDC) DVD        |
| 1994–2008                                     | Patrick Boullet                               | PS                                            |
| 2008–2015                                     | Yannick Morin                                 | DVD                                           |
| 2015–2021                                     | Marie-Madeleine Michel Yannick Morin          | DVD                                           |
| 2021–                                         | Jean-René Carfantan Lisa Thomas               | DVG                                           |